# Mestre del Papagai

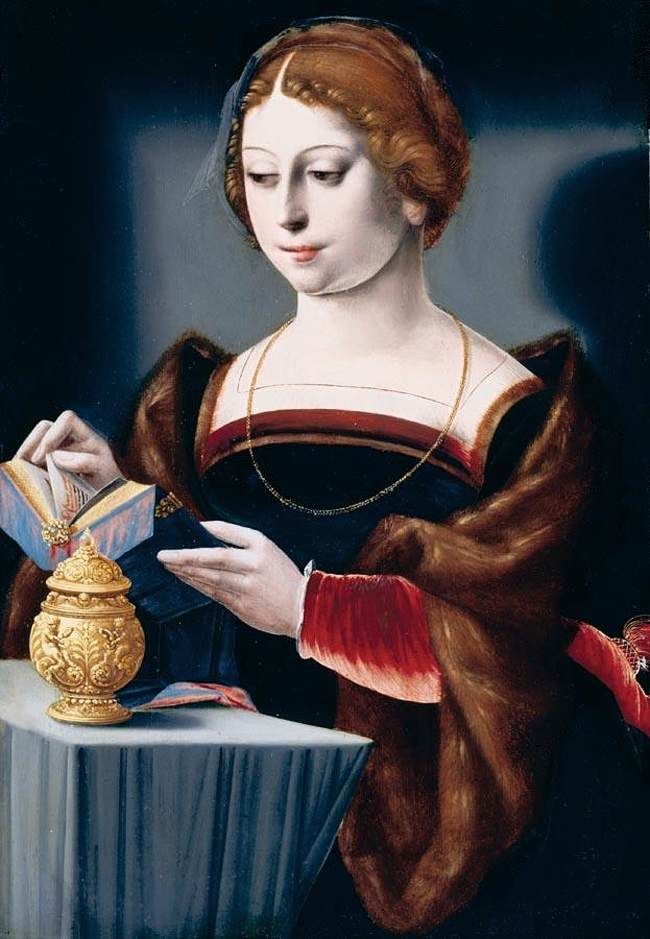
Maria Magdalena del Mestre del Papagai (entre 1525 i 1550)

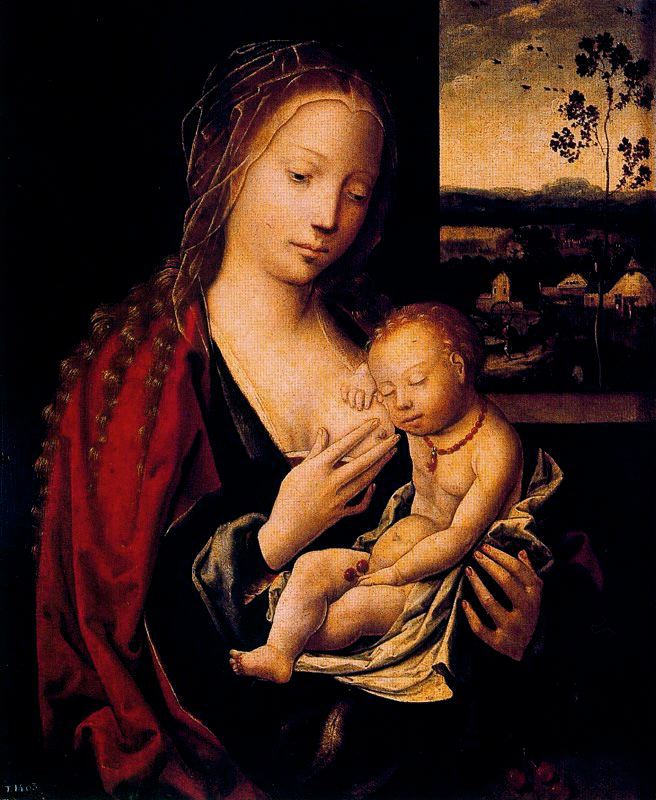
La Mare de Déu alletant el Nen Jesús (1540)

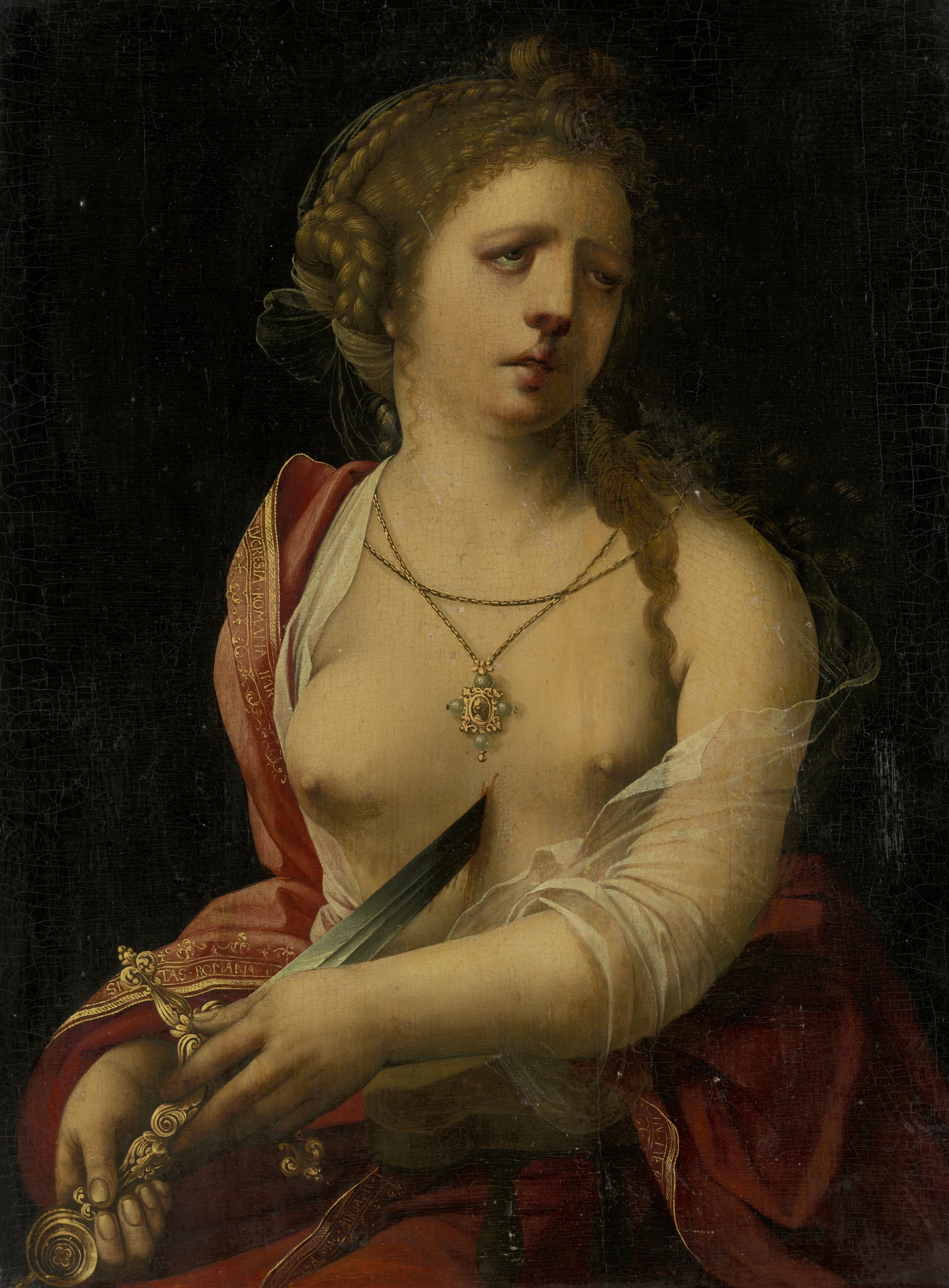
El suïcidi de Lucrècia

Mestre del Papagai fou un pintor flamenc de composicions religioses i retrats, el qual fou actiu a Anvers durant el primer terç del segle xvi.

## Biografia
Rep el seu nom del papagai amb el qual juga Jesús en algunes de les Verges amb Nen que se li atribueixen. La seua obra presenta analogies estètiques i iconogràfiques amb la del Mestre de les Mitges Figures, com es pot apreciar en les belles joves en el paper de santes. Les obres de tots dos es confonen freqüentment pels seus trets comuns, però les del Mestre del Papagai es caracteritzen per una major riquesa cromàtica, expressivitat i humanitat que les del Mestre de les Mitges Figures. També rep influències de Joos van Cleve i de Jan Gossaert. Del repertori d'aquest darrer es va servir per a diverses representacions de la Sagrada Família i la Verge amb el Nen. La proximitat amb algunes obres d'Ambrosius Benson fa pensar que també va mantenir contactes amb l'Escola de Bruges. Les pintures del Mestre del Papagai es reconeixen per les cares amples, el nas fi i els dits i les ungles allargats. En algunes de les seues obres el fons és neutre fosc, mentre que en d'altres integra un paisatge vist des de dalt. Les seues pintures foren exportades a molts països i, sovint, la península Ibèrica en va ésser una de les destinacions.

## Descobriment
Fou l'any 1906 quan, en un article dedicat a la col·lecció de pintura flamenca i neerlandensa de la Galeria von Kauffmann de Berlín, Jakob Friedländer cita per primera vegada l'art d'aquest pintor anònim:
| « | "Una imponent Madona, obra probablement d'un pintor flamenc i executada vers el 1530, ens permetrà, penso, d'afegir un nou mestre en el llibre d'or de la pintura holandesa. Però un mestre del qual hi ha poques esperances de descobrir el seu nom, i que nosaltres anomenarem com el "Mestre del Papagai" perquè ell va donar aquest ocell exòtic i acolorit com a joguina o com a company de jocs al Nen Jesús." | » |

## Obres destacades
- La mort de Lucrècia, oli, 38 x 48 cm, 1501-1550.
- Sant Pau escrivint, oli sobre taula, 68,5 x 93 cm, dipositat al Monestir de Yuste (Càceres).
- Sant Pau escrivint, oli, 93 x 68,5 cm, 1501-1600.[1]